# Росаш, Орланду
Орланду Росаш-младший (порт. Orlando Roças Júnior, 14 февраля 1911, Рио-де-Жанейро — 9 августа 1975, там же) — бразильский шахматист.
Чемпион Бразилии 1933, 1934 и 1945 гг.
Чемпион Федерального округа Рио-де-Жанейро.
Участник чемпионата Южной Америки (1934 / 1935 гг.; проиграл в 1-м туре Хак. Болбочану и выбыл из соревнования по болезни).
Участник крупного международного турнира в Мар-дель-Плате (1946 г.).
Научился играть в шахматы в возрасте 15 лет, когда жил в районе Ипанема в южной части Рио-де-Жанейро.
Окончил юридический факультет Федерального университета Рио-де-Жанейро.
В 1972 г. перенес инсульт. Последние годы жизни был парализован.

## Спортивные результаты
| Год         | Город          | Соревнование                                            | + | − | = | Результат     | Место |
| ----------- | -------------- | ------------------------------------------------------- | - | - | - | ------------- | ----- |
| 1933        | Рио-де-Жанейро | Матч с А. Гамой (на звание чемпиона Бразилии)           | 2 | 0 | 2 | 3 : 1         |       |
| 1934        | Рио-де-Жанейро | Матч с Ж. Соузой Мендешем (на звание чемпиона Бразилии) | 3 | 3 | 4 | 5 : 5         |       |
| 1934 / 1935 | Буэнос-Айрес   | Чемпионат Южной Америки                                 | 0 | 1 | 0 | [ 2 ]         |       |
| 1935        | Рио-де-Жанейро | Матч с Т. Боргешем (на звание чемпиона Бразилии)        |   |   |   | Матч проигран |       |
| 1945        | Нова-Фрибургу  | Чемпионат Бразилии                                      |   |   |   |               | 1     |
| 1946        | Мар-дель-Плата | Международный турнир                                    | 3 | 8 | 7 | 6½ из 18      | 16    |